# Hylaea myandaria
Hylaea myandaria là một loài bướm đêm trong họ Geometridae.